# Ardıçdibi, Gümüşova
Ardıçdibi là một xã thuộc huyện Gümüşova, tỉnh Düzce, Thổ Nhĩ Kỳ. Dân số thời điểm năm 2010 là 275 người.